# Natasha
Natasha (en ruso: Ната́ша) es un nombre de origen eslavo. El nombre eslavo es la forma diminuta de Natalia.

## Personas
- Natasha Henstridge, actriz y exmodelo canadiense.
- Natasha Klauss, actriz colombiana.
- Natasha Richardson, actriz inglesa de cine, teatro y televisión.
- Natasha Lyonne, actriz estadounidense de cine y televisión.
- Natasha Dupeyrón, actriz, cantante y modelo mexicana.
- Natasha Bedingfield, cantautora inglesa de pop.
- Natasha Gregson Wagner, actriz estadounidense.
- Natasha Saint-Pier, cantante canadiense.
- Natasha Yarovenko, actriz ucraniana.
- Natasha Hernández, deportista venezolana.
- Natasha Artin, fotógrafa y matemática ruso-americana.
- Natti Natasha, cantante dominicana.

## Cine
- Natasha, película argentina dramática de 1974.

- Datos: Q1418855
- Multimedia: Natasha (given name) / Q1418855